# 부동산 매매종결
부동산 매매종결 혹은 매매합의란 부동산 매수과정에서 최종 단계로 부동산 구매자와 부동산 판매자 양측은 매매 거래를 확정짓고 부동산 판매자는 부동산 소유권을 부동산 구매자에게 양도합니다. 즉매매계약서가 서명된 즉시 매입자가 그 땅의 주인이며, 설사 그 계약의 closing이 아직 이뤄지지 않았다고 하더라도 매매계약서에 사인하는 그 순간, 매입자가 그 땅의 risk of loss를 짊어진다는 것이지요. 이를 일컬어 "Equitable Conversion"이라고 한다.

## 효과
등기가 넘어와 모든 매매가 서류상으로 완전히 종결되고 해당 부동산 매입자의 법적 소유권이 실제로 실행되기 시작하하며 타이틀 컴퍼니에서 에스크로를 해제함과 동시에 클로징이 완성된다고 할 수 있다.

## 같이 보기
- 에스크로